# Desastre do estádio Kanjuruhan
O desastre do estádio Kanjuruhan ocorreu durante uma partida de futebol no estádio Kanjuruhan, em Malangue, Java Oriental, Indonésia, em 1º de outubro de 2022. Após uma partida entre o Arema FC e o Persebaya Surabaya, os torcedores do Arema, depois que seu time perdeu, invadiram o campo e se revoltaram, atacando a polícia e os jogadores do Persebaya. Em resposta, as unidades da polícia de choque usaram gás lacrimogêneo, que permaneceram presos dentro do estádio desencadeando um pisoteamento quando os desordeiros e torcedores começaram a se asfixiar pelo gás. Pelo menos 130 morreram no incidente, com centenas de feridos. O incidente é o desastre mais mortal relacionado ao futebol na Ásia, bem como o segundo mais mortal em todo o mundo, superado apenas pela tragédia de Lima.

## Antecedentes
A violência no futebol tem uma longa história na Indonésia, com dezenas de torcedores sendo mortos desde a década de 1990. Vários fã clubes de times têm os chamados "comandantes", e unidades da polícia de choque estão presentes em muitas partidas com sinalizadores sendo usados frequentemente para dispersar multidões que invadem o campo. Em 2018, distúrbios em Kanjuruhan após uma partida entre o Arema FC de Malangue e o Persib Bandung resultaram em uma fatalidade depois que a polícia de choque usou gás lacrimogêneo para dispersar a multidão. Embora os regulamentos da FIFA (19b) declarassem a consideração de não usar gás lacrimogêneo e armas de fogo em estádios para comissários de campo ou policiais, é usado por unidades de choque da polícia indonésia que fazem a segurança de partidas de futebol.
Arema e Persebaya Surabaya, clubes rivais de longa data no Super East Java Derby, estavam programados para jogar uma partida da temporada regular da Liga 1 no estádio Kanjuruhan, com capacidade para 42 000 espectadores, em 1º de outubro. Devido a preocupações de segurança, a polícia solicitou que a partida fosse realizada no início da tarde em vez de às 20h30 hora local (13h30 UTC), e que apenas 38 000 pessoas pudessem assistir; no entanto, o pedido não foi aceito pelos dirigentes da Liga 1 e 42 000 ingressos foram impressos. Seguindo o conselho da polícia, no entanto, os ingressos para a partida não foram fornecidos para os torcedores do Persebaya.

## Desastre
Durante toda a partida, a situação de segurança foi tranquila, sem grandes incidentes. Após o final da partida, na qual o Persebaya venceu por 3 a 2, aproximadamente 3 000 torcedores do Arema FC invadiram o campo.
Os torcedores do Arema, apelidados de Aremania, jogaram objetos, danificaram viaturas policiais e iniciaram incêndios no estádio. Os jogadores do Persebaya foram forçados a se esconder dentro de veículos blindados da polícia por uma hora antes de poderem deixar o estádio. A polícia respondeu usando gás lacrimogêneo na tentativa de dispersar a Aremania. Além disso, gás lacrimogêneo foi disparado não apenas contra os manifestantes em campo, mas também na arquibancada, que estava cheia de gente. A situação na arquibancada se agravou após o uso de gás lacrimogêneo, pois as condições do vento prenderam o gás lacrimogêneo no estádio, asfixiando os torcedores do Arema FC invadindo o campo. De acordo com relatos da polícia, o gás lacrimogêneo fez com que os torcedores do Arema corressem para o único ponto de saída, resultando em esmagamento e mais asfixia.
Imediatamente após os tumultos, o saguão dos jogadores e vestiários foram usados como postos de evacuação improvisados, com jogadores e oficiais do Arema ajudando a evacuar as vítimas ainda no estádio antes que as vítimas fossem levadas aos hospitais por ambulâncias e caminhões do Exército Indonésio.

## Rescaldo
O Escritório de Saúde da Regência de Malangue informou que 182 pessoas foram mortas no incidente. Entre as vítimas confirmadas de relatórios policiais estão pelo menos 129 torcedores do Arema FC e 2 policiais (Primeiro Brigadeiro de Polícia Fajar Yoyok Pujiono e Brigadeiro de Polícia Andik Purwanto). Menores de idade, principalmente de 12 a 17 anos, também estão incluídos nas vítimas, com 17 mortos e 7 feridos. Espera-se que o número aumente ainda mais, pois algumas das vítimas sendo tratadas estavam "se deteriorando". Entre as vítimas fatais, 34 morreram dentro do estádio, enquanto o restante morreu enquanto recebia tratamento médico. O número de vítimas feridas é estimado em 180 ou 190 pessoas. O governo municipal de Malangue pagou pelo tratamento médico das vítimas. O desastre é o segundo mais mortal na história do futebol em todo o mundo, após o desastre do Estádio Nacional de 1964 no Peru, que matou 328 pessoas. É também o mais mortal na Ásia e na Indonésia.
Como resultado do incidente, todos os jogos da Liga 1 foram suspensos por uma semana. A Associação de Futebol da Indonésia anunciou a proibição de jogos em casa para o Arema pelo resto da temporada. O presidente Joko Widodo posteriormente instruiu a associação a suspender todos os jogos da Liga 1 até que toda "avaliação de melhoria dos procedimentos de segurança" seja realizada.
A Comissão Nacional de Direitos Humanos da Indonésia investigará o incidente e o uso de gás lacrimogêneo pela polícia.